# ريان سمايلي
ريان سمايلي (بالإنجليزية: Ryan Smylie)‏ هو لاعب كرة قدم بريطاني، ولد في 30 مايو 1992 في بلزهيل ‏ في المملكة المتحدة. لعب مع كوين أوف ساوث.

## وصلات خارجية
- ريان سمايلي على موقع قاعدة بيانات كرة القدم.إي يو (الإنجليزية)
- ريان سمايلي على موقع Soccerbase.com (لاعب) (الإنجليزية)
- ريان سمايلي على موقع Soccerway.com (الإنجليزية)